# Bogdan Dlugajczyk
Bogdan Długajczyk (* 3. Mai 1964 in Katowice) ist ein deutscher Fußballspieler und Trainer polnischer Herkunft.